# Sint-Johanneskerk (Als)
De Sint-Johanneskerk (ook wel Kerk van Kegnæs; Deens: Sankt Johannes Kirke, Kegnæs Kirke) ligt in de Deense plaats Sønderby op het schiereiland Kegnæs, Als.

## Bouw
De kerk werd in 1615 gebouwd onder hertog Johan de Jonge. De eerstesteenlegging van de naar Johannes de Doper vernoemde kerk vond plaats op zijn feestdag, 24 Juni. Het in romaanse stijl gebouwde en witgekalkte godshuis bestaat uit een kerkschip, een koor en een toren en werd van rode baksteen gebouwd.
Het interieur wordt overal met een balkenplafond overdekt, waarvan dat van de toren en het kerkschip nog origineel zijn, terwijl dat van het koor bij een restauratie werd vernieuwd. Al in 1646 werd de kerk te klein en werd de torenruimte via een ronde torenboog bij het kerkschip getrokken en voorzien van banken. Aan de zuidelijke kant werd in 1695 een voorportaal aangebouwd. In de volgende twee eeuwen bleef hier de toegang tot de kerk, tot in de jaren 1899-1903 bij een restauratie de oorspronkelijke toegang door de torenruimte werd hersteld.
In het portaal staan verschillende grafzerken van mensen die in de kerk werden begraven. De laatste teraardebestelling in de kerk vond plaats in 1785
Het gebouw werd meerdere malen gerestaureerd en van nieuw kerkmeubilair voorzien. Ingrijpende restauraties vonden in de perioden 1851-1852 en 1899-1903 plaats. In 1952 werd de preekstoel verwijderd en elektrische verwarming geïnstalleerd. In 1986 werd de kerk getroffen door brand en nadien gerenoveerd. Het kerkgebouw werd in 2001 met nieuwe dakpannen belegd en kreeg in 2007 een nieuw verwarmingssysteem en in de noordelijke muur werden ramen heropend.

## Interieur
Het merendeel van het interieur is afkomstig uit de na de reformatie verloren gegane Nicolaaskerk te Sønderby. De banken en vloer van de kerk stammen uit 1900. Op de achterkant van de zijvleugels

#### Altaarstuk
Het altaar betreft een gotische kast met zijvleugels uit circa 1450. Centraal staat het schilderij van het moment dat Jezus tijdens de tocht naar Golgotha bezwijkt onder de last van het kruis en waar Simon van Cyrene het kruis helpt te dragen. Andere Bijbelse voorstellingen zijn de koperen slang in de woestijn, het offer van Isaäc, Christus als Goede Herder, de apostel Petrus en Christus met de overwinningsvlag.
De knielbank uit 1694 is vijfzijdig en bezit fraai houtsnijwerk met in het midden in de deur een houtgesneden kruisbeeld.

#### Preekstoel
De preekstoel stond oorspronkelijk in de Nicolaaskerk van Sønderby, maar het klankbord werd in 1683 aan de kerk geschonken door Johan Heinrich Kayser, Thüringen. De zandloper aan de preekstoel telt hele en halve uren.

#### Koorhek
Opmerkelijk is het koorhek dat de grens het schip van het koor markeert. Op de bovenbalk rust een kruisigingsgroep, waarvan het Christusbeeld aan het crucifix uit circa 1500 stamt en de beelden van Johannes en Maria uit 1691.

#### Votiefschip
Het votiefschip in de kerk is een model van het in 1928 verdwenen opleidingsschip København. Het model van de vijfmaster werd gebouwd door een inwoner van Kegnæs en in 1938 geschonken aan de kerk.